# Cavezzo
Cavezzo – miejscowość i gmina we Włoszech, w regionie Emilia-Romania, w prowincji Modena.
Według danych na rok 2004 gminę zamieszkiwało 6709 osób, 258 os./km².